# Казалето ди Сопра
Казалѐто ди Со̀пра (на италиански: Casaletto di Sopra, на местен диалект: Casalet da Sura, Казалет да Сура) е село и община в Северна Италия, провинция Кремона, регион Ломбардия. Разположено е на 87 m надморска височина. Населението на общината е 548 души (към 2017 г.).